# فدراسیون ورزش‌های آبی ایالات متحده آمریکا
فدراسیون ورزش‌های آبی ایالات متحده آمریکا (انگلیسی: United States Aquatic Sports) سازمان اداره کننده ورزش‌های شنا، شیرجه و واترپلو در کشور ایالات متحده آمریکا است.
این فدراسیون که در سال ۱۹۸۰ تأسیس شده مقر آن در شهر کلرادو اسپرینگز، کلرادو قرار دارد.